# Vapor Blasco de Garay (1846)
El  Blasco de Garay  va ser un vaixell de paletes amb buc de fusta de l'Armada Espanyola, construït a drassanes angleses el 1845. Va rebre el seu nom en honor de Blasco de Garay, marí i inventor espanyol, que el 1543 va dissenyar una màquina de vapor per propulsió naval.

## Historial
Va arribar a Ferrol el 17 d'abril de 1846 procedent d'Anglaterra, juntament amb els vapors de rodes Vulcano i Vigilant i la corbeta de vela Villa de Bilbao.
El 12 agost de 1846, va ser constituïda una divisió al comandament del capità de navili José María de la Cruz, amb objectiu d'exercitar a les dotacions en creuers sobre les costes de Galícia i Portugal. El  Blasco de Garay  hi va ser assignat fins que es va dissoldre aquesta divisió el 17 de novembre de 1847.
Els disturbis produïts a Itàlia pels intents d'unificació i la proclamació de la República Romana havien despullat el papa dels seus béns temporals. El president del consell de ministres, Narváez, amb el suport d'Àustria, França i les Dues Sicílies, va ordenar la formació d'un exèrcit i despatxar una expedició a Roma.
El 7 de gener de 1849 va salpar del port de Cadis una esquadra al comandament del brigadier José María Bustillo, formada per la fragata  Cortés  (insígnia), les corbetas  Villa de Bilbao ,  ferrolà  i  Mazarredo , el bergantí  Volador  i els vapors de rodes  Blasco de Garay ,  Colom ,  Castella  i  León , que transportaven a 4.900 homes del 3r batalló de Granaders, 3r batalló del Rei, 1º batalló de la Reina Governadora, dos batallons del Regiment Sant Marçal, el 7è de caçadors de Chiclana, una companyia d'enginyers, dues bateries d'artilleria muntada i una secció de cavalleria, al comandament del tinent general Fernando Fernández de Còrdova i del seu segon al mariscal de camp Francesc de Lersundi, en suport de la Santa Seu, la qual va tornar el març de l'any següent, un cop restablerta l'autoritat pontifícia.
El 1858 formava part de l'esquadra de Cuba, composta pels següents vaixells:
- Navío  Reina Isabel II
- Fragata:  Esperança ,  Bailén ,  Cortés  i  Berenguera
- Bergantins:  Habanero ,  Pelayo ,  Valdés ,  Alsedo ,  Galiano  i  Nervión
- Goletes:  Isabel II ,  Juanita ,  Cristina  i  Isabel Francisca
- Pailebot  Churruca
- Vapors de rodes:  Francesc d'Assís ,  Colom ,  Blasco de Garay ,  Hernán Cortés ,  Lleó ,  Don Joan d'Àustria ,  Comte de Venadito ,  Guadalquivir ,  Neptú  i  General Lezo
- Tres transports.

El 1859 el vapor  Blasco de Garay  va ser enviat a La Guaira com a resposta a les matances d'espanyols a Veneçuela.
Va intervenir el 1861 en operacions a Santo Domingo, durant el període pertanyia a Espanya. Posteriorment, entre 1861-1862, va participar en l'expedició a Mèxic, com a part de l'esquadra que manava el general Joaquín Gutiérrez de Rubalcava, comandant general de l'Apostadero de l'Havana.
Amb motiu de la Guerra Russo-Turca de 1878, va ser destacat a Orient.
Figurava com desarmat en l'estat general de l'Armada de 1885.